# Louis Joos (homme politique)
Pour les articles homonymes, voir Joos (homonymie).
Louis Joos,  né le 13 septembre 1806 à Bergues (Nord) et mort le 13 novembre 1880 dans la même ville est un homme politique français.

## Biographie
Négociant en vins, maire de Bergues de 1862 à 1870, conseiller général du Canton de Bergues de 1852 à 1880, président de la société d'agriculture de Dunkerque.
Le 20 février 1876, il fut élu, sans concurrent, député de la 2e circonscription de Dunkerque, par 10 187 voix (10 523 votants, 14 610 inscrits). Conservateur monarchiste, il prit place à droite et soutint le gouvernement du Seize Mai.
Réélu, le 14 octobre 1877, par 10 858 voix (11 450 votants, 14 833 inscrits), il reprit sa place dans la minorité, vota contre le cabinet Dufaure, contre l'article 7, etc., et quitta la Chambre en 1880, après avoir donné sa démission pour raison de santé.

## Distinctions
- Chevalier de la Légion d'honneur par décret du 30 avril 1847[3].

## Sources
- « Louis Joos (homme politique) », dans Adolphe Robert et Gaston Cougny, Dictionnaire des parlementaires français, Edgar Bourloton, 1889-1891 [détail de l’édition]